# 아일랜드의 트랜스젠더 권리

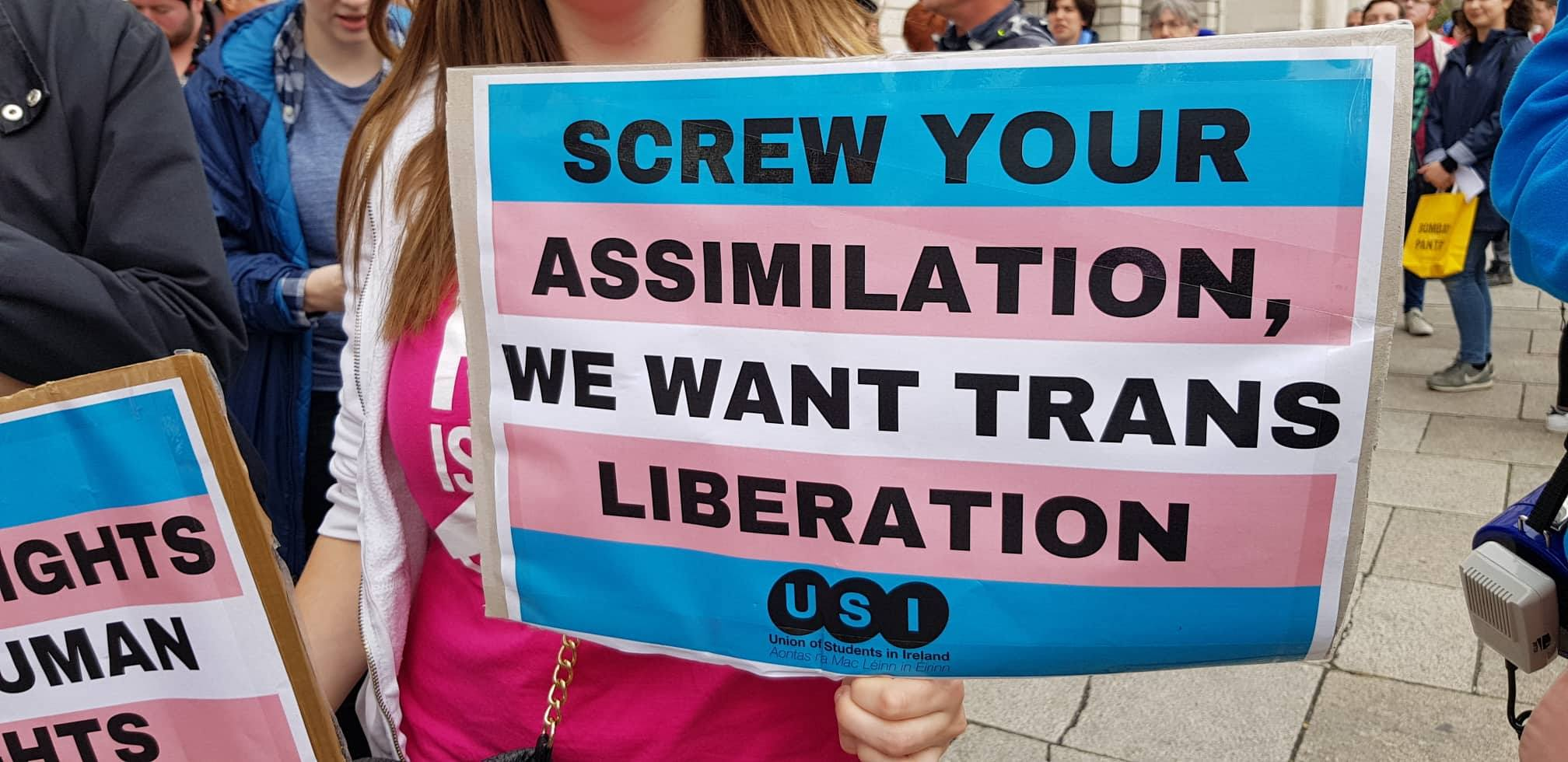
2018년에 열린 트랜스젠더 시위에서 시위 참가자가 피켓을 들고 있는 모습.

아일랜드 시민은 법적으로 자기 결정을 통해 정부 문서에서 성별을 변경할 수 있다. 2015년, 아일랜드는 세계에서 네 번째로 정부 문서에 이러한 변경을 허용했다. 2017년 5월까지 230명의 사람들이 이 법에 따라 성별 변경을 인정받았다. 이 법의 제16조는 증명서의 내용에 오류가 있는 경우, 증명서 소지자에게 수정 신청을 할 수 있는 권리를 부여한다. 이 법률에 따라 두 차례의 수정이 이루어졌다.

## 역사
2002년 리디아 포이는 고등법원에 출생증명서의 성별을 변경해 달라고 신청했다. 출생증명서가 역사문서로 간주된다는 이유로 신청이 기각됐다. 포이는 Goodwin & I v United Kingdom에서 유럽인권재판소의 결정에 따라 고등법원에 새로운 소송을 제기했다. 그녀의 신청은 2007년 4월 17일과 26일 사이에 심리되었다. 2007년 10월 19일에 판결이 내려졌다. 판사는 아일랜드 국가가 포이가 자신의 성별을 여성으로 지정하는 새로운 출생 증명서를 얻을 수 있는 어떠한 메커니즘을 제공하지 않음으로써 유럽 인권 협약 제8조에 따른 포이의 권리를 존중하는 데 실패했다고 판결했다. 그는 이 지역의 아일랜드 법이 조약과 양립할 수 없다는 선언을 할 것임을 시사했다. 그는 또한  만약 관련성이 있었다면 조약 12조에 따른 그녀의 결혼권도 침해당했을 것이라고 말했다. 2008년 2월 14일, 판사는 2004년 시민 등록법 조항이 협약 제8조와 호환되지 않는다는 선언을 내렸다.
아일랜드 정부는 처음에 법원의 결정에 항소했으나 항소를 취하했다. 정부는 공무원들로 구성된 자문단을 구성하여 새로운 입법을 위한 권고안을 만들었다. 2011년 7월에 발표된 이 자문단의 보고서는 일부 권고사항에 대해 논란이 있었는데, 특히 결혼한 트랜스젠더가 새로운 성별에서 인정받기 전에 이혼해야 한다는 것이었다. 보고서 발표에서 담당 장관은 정부가 가능한 한 빨리 성별인정법을 도입하겠다고 밝혔다.
2013년 2월까지 어떠한 법률도 도입되지 않았기 때문에, 포이는 고등법원에 새로운 소송을 제기하였다. 그녀는 자신의 성별을 여성으로 지정하는 새로운 출생증명서를 발급할 의무가 있다거나, 아일랜드 헌법이나 유럽인권조약을 위반하고 있다는 선언을 요구했다.
2015년 7월 15일, 아일랜드 의회는 2015년 성별인정법을 통과시켰다. 이 법은 신청자의 의학적 개입이나 국가의 평가를 요구하지 않는다. 이 수정은 아일랜드에 보통 거주하거나 아일랜드 출생 또는 입양 등록부에 등록된 18세 이상의 사람에 대한 자가 결정을 통해 가능하다. 16세에서 18세 사이의 사람들은 법원 명령을 확보해야 한다.

## 같이 보기
- 논바이너리 젠더의 법적 인정
- 트랜스젠더 권리